# Бране Крњајић
Бране Крњајић (Отен, 24. децембар 1969) је припадник војске Србије и тренутни командант ваздухопловства и противваздухопловне одбране војске Србије. Има чин генерал-мајора.

## Образовање
- Високе студије безбедности и одбране, 2020.
- Генералштабно усавршавање, 2014.
- Командно-штабно усавршавање, 2008.
- Ваздухопловна војна академија, 1992.
- Ваздухопловна гимназија, 1988.

## Досадашње дужности
- Заменик команданта Ратног ваздухопловства и ПВО
- Командант 204. ваздухопловне бригаде
- Начелник штаба Команде 204. ваздухопловне бригаде
- Командант 101. ловачке авијацијске ескадриле, 204. ваздухопловна бригада
- Заменик команданта 101. ловачке авијацијске ескадриле
- Командир авијацијског одељења
- Помоћник команданта ескадриле за гађање, ракетирање и бомбардовање
- Помоћник команданта ескадриле за оперативне послове и обуку
- Пилот

## Напредовање
- потпоручник 1992. године
- поручник 1993. године
- капетан 1996. године
- капетан прве класе 1999. године
- мајор 2002. године
- потпуковник 2010. године
- пуковник 2014. године
- бригадни генерал 2020. године
- генерал-мајор 2024. године